# Peter Goldgruber
Peter Goldgruber (* 20. Oktober 1960 in Wegscheid (Gemeinde Mariazell)) war bis 22. Mai 2019 Generalsekretär im Bundesministerium für Inneres der Republik Österreich. Er trat dieses Amt mit Angelobung der Regierung Kurz I und damit von Innenminister Herbert Kickl an und war der erste Generalsekretär in diesem Ministerium.

## Berufliche Laufbahn
Nach Lehrabschlüssen als Elektroinstallateur sowie als Radio- und Fernsehtechniker und der Absolvierung des Präsenzdienstes begann Goldgruber seinen Werdegang in der österreichischen Verwaltung mit seinem Eintritt in den Polizeidienst der Bundespolizeidirektion Wien im Jahr 1980. Nach der Grundausbildung versah er seinen Dienst als Eingeteilter Beamter bis 1986, danach absolvierte er die Ausbildung zum Dienstführenden Beamten. Im Außendienst übte er diese Tätigkeit bis 1990 aus, danach wechselte er in die Schulabteilung der BPD, wo er als Lehrer für angehende Polizisten bis 1995 tätig war. Währenddessen absolvierte Goldgruber auch ein Studium der Rechtswissenschaften, das er 1994 mit der Sponsion zum Mag. iur. abschloss. Auf Grund dieses Studienabschlusses konnte Goldgruber 1995 in das Bezirkspolizeikommissariat Donaustadt als Sicherheitsreferent wechseln, von wo er 1998 als Sicherheitshauptreferent in das Bezirkspolizeikommissariat Währing ging. Bereits im Jahr 1999 bekleidete er die Stellung des Referatsleiters im Büro für Rechtsfragen und Fachaufsicht. Im Jahr 2001 wurde er Vorstand des Büros für besondere Ermittlungen, das er bis Ende 2001 führte. Mit Beginn des Jahres 2002 stieg Goldgruber zum Leiter der Sicherheits- und Verwaltungspolizeilichen Abteilung der BPD Wien auf. Nach der Sicherheitsbehörden-Neustrukturierung 2012 wurde er Vorstand des Büros für Qualitätssicherung, eine Tätigkeit, die er bis zu seiner Bestellung zum Generalsekretär am 18. Dezember 2017 innehatte. Goldgruber hat als Weiterbildung den Zertifikatslehrgang Wissensmanagement und den Diplomlehrgang Public Management absolviert.
Nach Bekanntwerden der Ibiza-Affäre im Mai 2019 nominierte Innenminister Herbert Kickl Peter Goldgruber zum Generaldirektor für die öffentliche Sicherheit. Jedoch gab Bundespräsident Alexander Van der Bellen am 20. Mai bekannt, der Ernennung von Peter Goldgruber zum Generaldirektor für die öffentliche Sicherheit die Unterschrift zu versagen, um eine neue Bundesregierung dadurch in Personalfragen nicht zu präjudizieren. Mit der Entlassung von Bundesinnenminister Herbert Kickl am 22. Mai 2019 wurde auch Peter Goldgruber aus seiner Funktion als Generalsekretär im Bundesministerium für Inneres entlassen.
Anfang Jänner 2020 wurde bekannt, dass ihm Helmut Tomac als Generalsekretär im Innenministerium unter Minister Karl Nehammer nachfolgen soll.

## Politische Laufbahn
Peter Goldgruber ist Gründungsmitglied der FPÖ-nahen freien Exekutivgewerkschaft, der späteren Aktionsgemeinschaft Unabhängiger und Freiheitlicher (AUF) und war Berater der Wiener Stadt-FPÖ.

## BVT-Affäre
Ein Kritikpunkt richtet sich an Goldgrubers Rolle in der BVT-Affäre. So sagte der Generalsekretär des Justizministeriums Christian Pilnacek am 9. März 2018 in der Nachrichtensendung „Zeit im Bild“, dass Goldgruber bei der Entscheidung involviert gewesen sei, die Einsatzgruppe zur Bekämpfung der Straßenkriminalität (EGS) anstelle der Cobra zur Unterstützung der Hausdurchsuchungen beim Bundesamt für Verfassungsschutz und Terrorismusbekämpfung (BVT) einzusetzen. Die EGS wird von Goldgrubers FPÖ-Parteikollegen Wolfgang Preiszler geleitet. Im Oktober 2018 wurde bekannt, dass Goldgruber Informationen haben wollte, welche Burschenschaften vom BVT von 2012 bis 2017 beobachtet wurden.